# Paramore World Tour
Il Paramore World Tour è stato il terzo tour mondiale del gruppo musicale statunitense Paramore, in promozione del loro omonimo quarto album in studio.
Ha avuto inizio il 12 febbraio 2013 a Bangkok, in Thailandia, e si è concluso il 25 maggio 2015 a Portland, negli Stati Uniti.

## Storia del tour
Dopo le prime date in Asia e in Australia con il supporto dei mewithoutYou, la band partecipa al South by Southwest ad Austin per poi spostarsi per due date europee a Londra e Parigi. Successivamente tornano negli Stati Uniti per partecipare al Record Store Day a Nashville e iniziare il tour nordamericano il 25 aprile, supportati dai Kitten, mentre vengono supportati dai Dutch Uncles durante le date europee del giugno successivo.
Il 19 giugno i Paramore annunciano che avrebbero partecipato all'iTunes Festival a Londra il 3 settembre. Per l'occasione, lo spettacolo è stato reso disponibile per lo streaming e per il download su iPhone e iPad tramite iTunes. L'esibizione anticipa il ritorno in Europa del gruppo dopo la pausa seguita al tour sudamericano di luglio. Vengono supportati da Charli XCX ed Eliza and the Bear nelle date nel Regno Unito e dai Fenech-Soler nell'unica data di settembre in Italia, a Bologna.
Tra ottobre e novembre tornano in Nord America con il The Self Titled Tour con i Metric e gli Hellogoodbye negli Stati Uniti e con Lights e sempre gli Hellogoodbye in Canada. A dicembre, concluso il The Self Titled Tour, la band si dedica ad alcuni show natalizi in radio, durante i quali il bassista Jeremy Davis viene sostituito dal produttore di Paramore, Justin Meldal-Johnsen, per via della maternità prossima della moglie di Davis.
Nel gennaio 2014 la band tiene un altro tour in Australia, questa volta supportata da You Me at Six e Twenty One Pilots. Questi ultimi si esibiscono con la band anche durante l'unica data neozelandese del tour, a metà gennaio.
Inizialmente le date previste in Nuova Zelanda erano due, ma lo spettacolo a Christchurch venne poi cancellato.

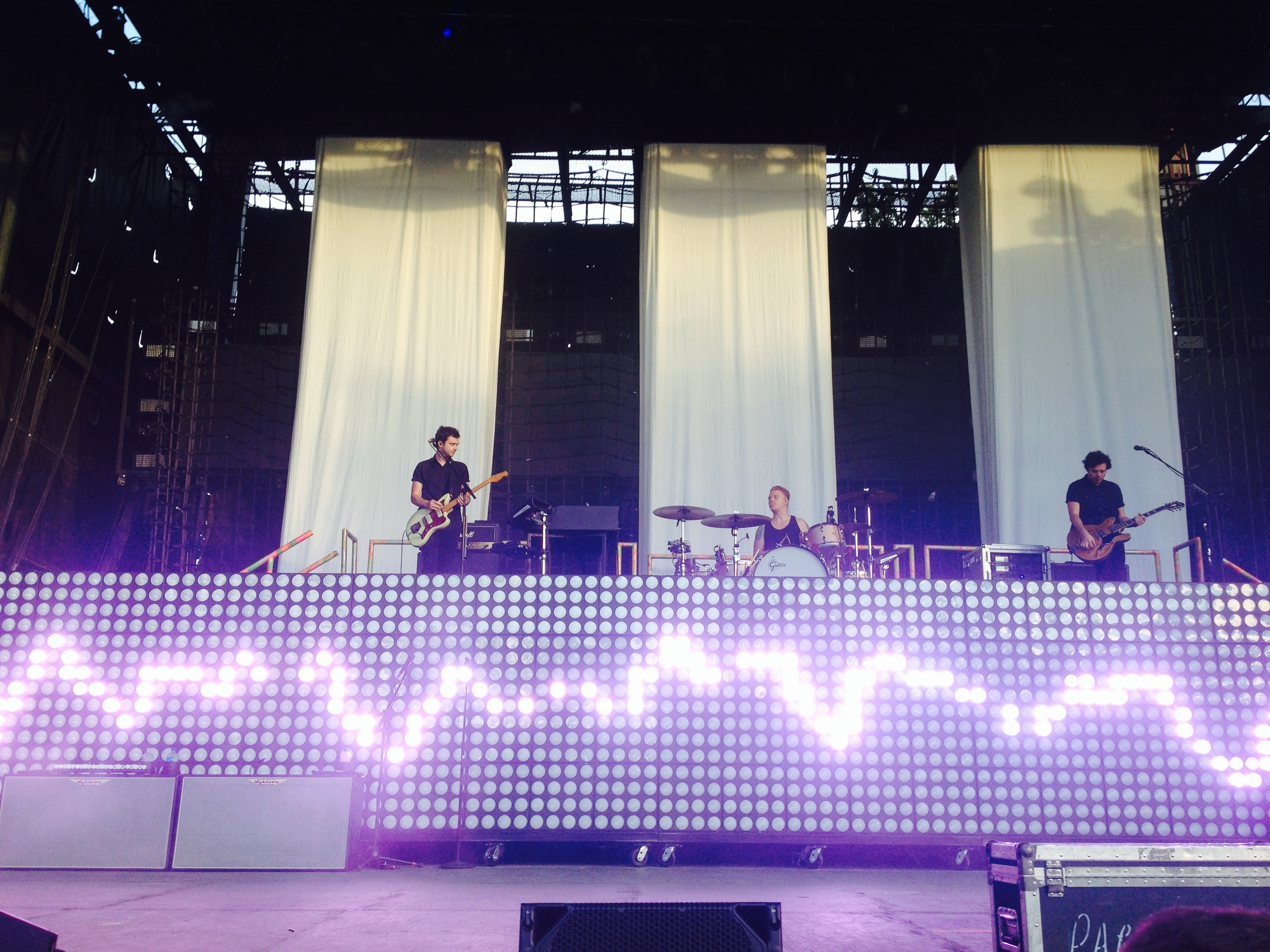
I turnisti dei Paramore durante il Monumentour; da sinistra: Jon Howard, Aaron Gillespie, Justin York

Successivamente viene organizzata dal gruppo una crociera sulla Norwegian Pearl con partenza il 7 marzo 2014 da Miami e arrivo l'11 marzo a Great Stirrup Cay (isola facente parte delle Berry Islands), durante la quale i Paramore si esibiscono con altri gruppi da loro invitati, quali Tegan and Sara, New Found Glory, Shiny Toy Guns, mewithoutYou e Bad Rabbits, e il DJ Reuben Wu.
Per l'estate 2014 i Paramore organizzano con i Fall Out Boy un lungo tour negli Stati Uniti chiamato Monumentour, supportati dai New Politics. Parteciperanno poi ai festival di Reading e Leeds per la seconda volta come headliner (la prima fu nel 2012) insieme ai Queens of the Stone Age.
Dopo un lungo periodo di pausa dal tour internazionale, il 22 gennaio 2015 viene annunciata un'ultima serie di date che concluderà il Paramore World Tour, chiamata Writing the Future (nome tratto dall'ultima traccia dell'album Paramore). Con 15 date tra aprile e maggio 2015, i Paramore si sono esibiti supportati dai Copeland nei principali teatri degli Stati Uniti con degli spettacoli diversi da quelli tenuti fino ad allora.

## Turnisti
Ad accompagnare Hayley Williams (voce), Taylor York (chitarra) e Jeremy Davis (basso) vi sono i turnisti Justin York (chitarra ritmica e cori) e Jon Howard (tastiera e chitarra ritmica), più il batterista Ilan Rubin, che ha già collaborato nel 2012 con la band in occasione della registrazione del loro quarto album in studio. Tuttavia, per necessità dovute a impegni secondari, a maggio Rubin lascia il posto alla batteria a Miles McPherson. Lo stesso McPherson viene sostituito da settembre in poi dall'ex membro degli Underoath e fondatore dei The Almost Aaron Gillespie, a causa di un grave incidente avuto in agosto.

## Date

### Southeast Asian/Australian Tour
| Data             | Città        | Stato      | Località                          |
| ---------------- | ------------ | ---------- | --------------------------------- |
| Asia             |              |            |                                   |
| 12 febbraio 2013 | Bangkok      | Thailandia | Centerpoint Studio                |
| 15 febbraio 2013 | Pasay        | Filippine  | SM Mall of Asia Arena             |
| 17 febbraio 2013 | Kuala Lumpur | Malaysia   | Stadium Negara Kuala Lumpur       |
| Oceania          |              |            |                                   |
| 21 febbraio 2013 | Sydney       | Australia  | Enmore Theatre                    |
| 23 febbraio 2013 | Brisbane     | Australia  | Exhibition Ground (Soundwave)     |
| 24 febbraio 2013 | Sydney       | Australia  | State Sports Centre (Soundwave)   |
| 1º marzo 2013    | Melbourne    | Australia  | Flemington Racecourse (Soundwave) |
| 2 marzo 2013     | Adelaide     | Australia  | Bonython Park (Soundwave)         |
| 4 marzo 2013     | Claremont    | Australia  | Claremont Showgrounds (Soundwave) |

### Europe/North American Dates
| Data           | Città     | Stato       | Località                    |
| -------------- | --------- | ----------- | --------------------------- |
| Nord America   |           |             |                             |
| 13 marzo 2013  | Austin    | Stati Uniti | The Belmont (SXSW)          |
| Europa         |           |             |                             |
| 1º aprile 2013 | Parigi    | Francia     | La Cigale                   |
| 5 aprile 2013  | Londra    | Regno Unito | The Garage                  |
| Nord America   |           |             |                             |
| 20 aprile 2013 | Nashville | Stati Uniti | Grimey's (Record Store Day) |

### North American Spring Tour

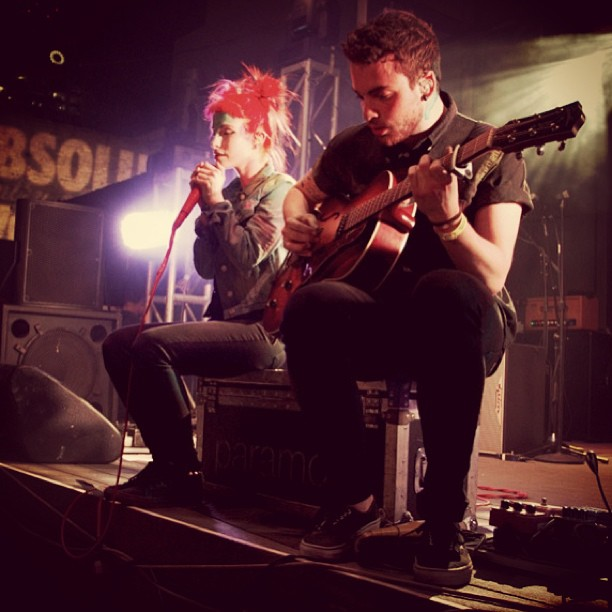
Hayley Williams e Taylor York il 13 marzo 2013 ad Austin

| Data           | Città         | Stato       | Località                |
| -------------- | ------------- | ----------- | ----------------------- |
| Nord America   |               |             |                         |
| 25 aprile 2013 | Houston       | Stati Uniti | Bayou Music Center      |
| 27 aprile 2013 | Frisco        | Stati Uniti | FC Dallas Stadium       |
| 29 aprile 2013 | Phoenix       | Stati Uniti | Comerica Theatre        |
| 1º maggio 2013 | Los Angeles   | Stati Uniti | Wiltern Theatre         |
| 3 maggio 2013  | Las Vegas     | Stati Uniti | The Joint               |
| 4 maggio 2013  | San Francisco | Stati Uniti | The Warfield            |
| 7 maggio 2013  | Denver        | Stati Uniti | Fillmore Auditorium     |
| 9 maggio 2013  | Chicago       | Stati Uniti | Chicago Theatre         |
| 10 maggio 2013 | Detroit       | Stati Uniti | The Fillmore            |
| 12 maggio 2013 | Camden        | Stati Uniti | Susquehanna Bank Center |
| 13 maggio 2013 | Toronto       | Canada      | Sound Academy           |
| 15 maggio 2013 | Boston        | Stati Uniti | House of Blues          |
| 16 maggio 2013 | New York      | Stati Uniti | Hammerstein Ballroom    |
| 18 maggio 2013 | Silver Spring | Stati Uniti | The Fillmore            |
| 20 maggio 2013 | Charlotte     | Stati Uniti | The Fillmore            |
| 21 maggio 2013 | Atlanta       | Stati Uniti | The Tabernacle          |

### European/South America Summer Tour
| Data           | Città             | Stato           | Località                         |
| -------------- | ----------------- | --------------- | -------------------------------- |
| Europa         |                   |                 |                                  |
| 5 giugno 2013  | Varsavia          | Polonia         | Bemowo Airport (Impact Festival) |
| 7 giugno 2013  | Nürburg           | Germania        | Rock am Ring                     |
| 9 giugno 2013  | Norimberga        | Germania        | Rock im Park                     |
| 10 giugno 2013 | Milano            | Italia          | Ippodromo del galoppo            |
| 13 giugno 2013 | Lussemburgo       | Lussemburgo     | Rockhal                          |
| 14 giugno 2013 | Landgraaf         | Paesi Bassi     | Megaland (Pinkpop Festival)      |
| 16 giugno 2013 | Nickelsdorf       | Austria         | Pannonia Fields II (Nova Rock)   |
| 17 giugno 2013 | Budapest          | Ungheria        | Budapest Park                    |
| 19 giugno 2013 | Praga             | Repubblica Ceca | Lucerna                          |
| 21 giugno 2013 | Parigi            | Francia         | Stade de France (con i Muse)     |
| 22 giugno 2013 | Amburgo           | Germania        | Docks                            |
| 24 giugno 2013 | Copenaghen        | Danimarca       | Vega                             |
| 25 giugno 2013 | Oslo              | Norvegia        | Sentrum Scene                    |
| 27 giugno 2013 | Norrköping        | Svezia          | Bravalla Festival                |
| 29 giugno 2013 | Helsinki          | Finlandia       | Rock the Beach Festival          |
| 30 giugno 2013 | Mosca             | Russia          | Park Live Festival               |
| Sud America    |                   |                 |                                  |
| 15 luglio 2013 | Città del Messico | Messico         | Palacio de los Deportes          |
| 18 luglio 2013 | Santiago del Cile | Cile            | Movistar Arena                   |
| 20 luglio 2013 | Buenos Aires      | Argentina       | Malvinas Argentinas Stadium      |
| 22 luglio 2013 | Asunción          | Paraguay        | Yacht Golf Club                  |
| 25 luglio 2013 | Rio de Janeiro    | Brasile         | HSBC Arena                       |
| 26 luglio 2013 | Belo Horizonte    | Brasile         | Arena Expominas                  |
| 28 luglio 2013 | Brasilia          | Brasile         | Arena Iguatemi                   |
| 30 luglio 2013 | San Paolo         | Brasile         | Espaço das Americas              |
| 31 luglio 2013 | San Paolo         | Brasile         | Espaço das Americas              |
| 2 agosto 2013  | Curitiba          | Brasile         | Master Hall                      |
| 4 agosto 2013  | Porto Alegre      | Brasile         | Oi Araújo Vianna                 |

### European Fall Tour

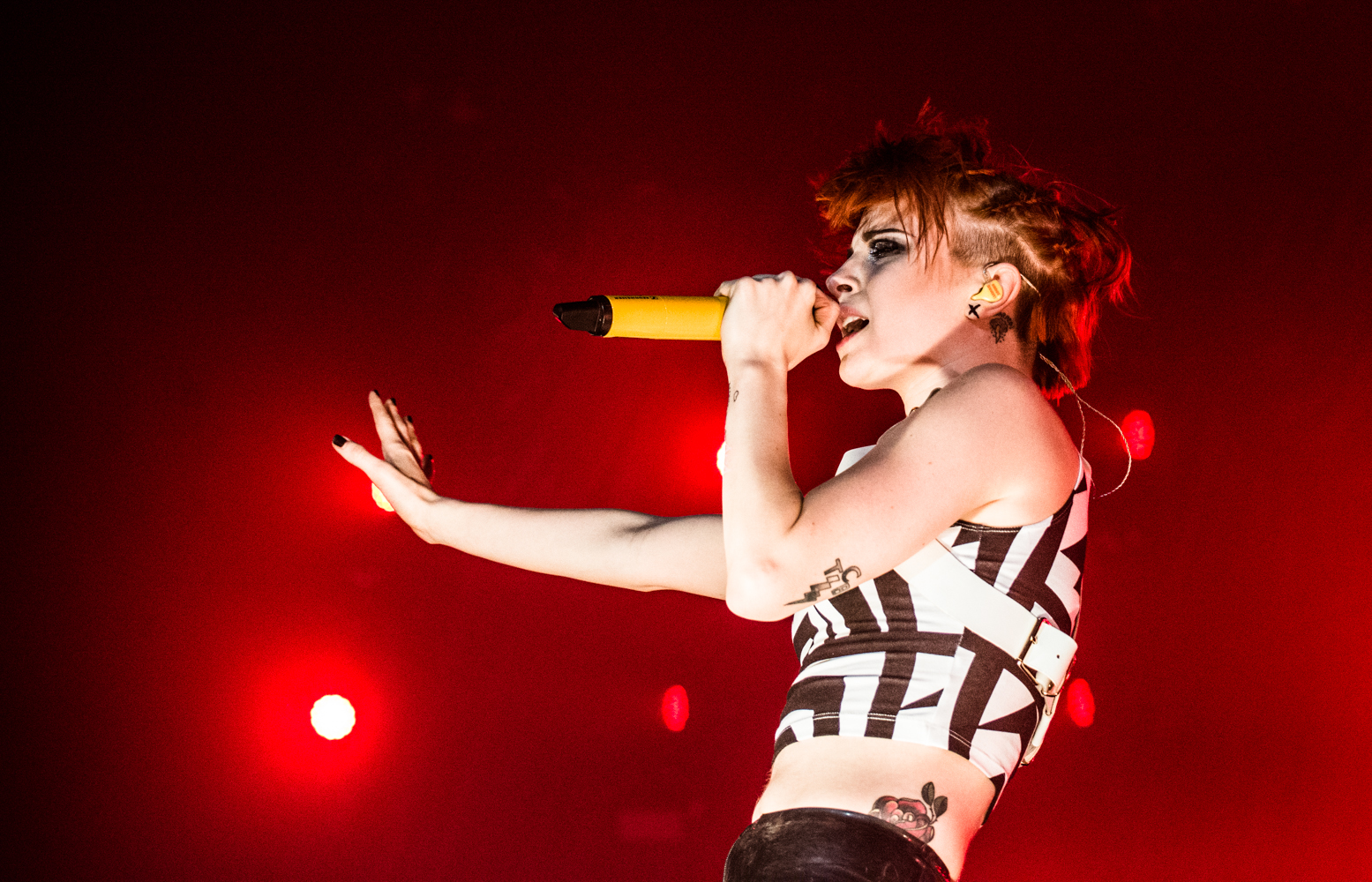
Hayley Williams il 27 settembre 2013 alla Wembley Arena di Londra

| Data              | Città             | Stato       | Località                         |
| ----------------- | ----------------- | ----------- | -------------------------------- |
| Europa            |                   |             |                                  |
| 2 settembre 2013  | Dublino           | Irlanda     | The O2                           |
| 4 settembre 2013  | Londra            | Regno Unito | The Roundhouse (iTunes Festival) |
| 5 settembre 2013  | Amsterdam         | Paesi Bassi | Heineken Music Hall              |
| 7 settembre 2013  | Parigi            | Francia     | Le Zenith                        |
| 8 settembre 2013  | Zurigo            | Svizzera    | Komplex                          |
| 10 settembre 2013 | Bologna           | Italia      | Estragon                         |
| 11 settembre 2013 | Monaco di Baviera | Germania    | Kesselhaus                       |
| 13 settembre 2013 | Berlino           | Germania    | Columbiahalle                    |
| 14 settembre 2013 | Brema             | Germania    | Pier 2                           |
| 16 settembre 2013 | Düsseldorf        | Germania    | Mitsubishi Electric Halle        |
| 18 settembre 2013 | Neu-Isenburg      | Germania    | Hugenottenhalle                  |
| 20 settembre 2013 | Manchester        | Regno Unito | Evening News Arena               |
| 21 settembre 2013 | Cardiff           | Regno Unito | Motorpoint Arena                 |
| 23 settembre 2013 | Birmingham        | Regno Unito | LG Arena                         |
| 24 settembre 2013 | Nottingham        | Regno Unito | Nottingham Arena                 |
| 27 settembre 2013 | Londra            | Regno Unito | Wembley Arena                    |
| 28 settembre 2013 | Londra            | Regno Unito | Wembley Arena                    |

### The Self-Titled Tour

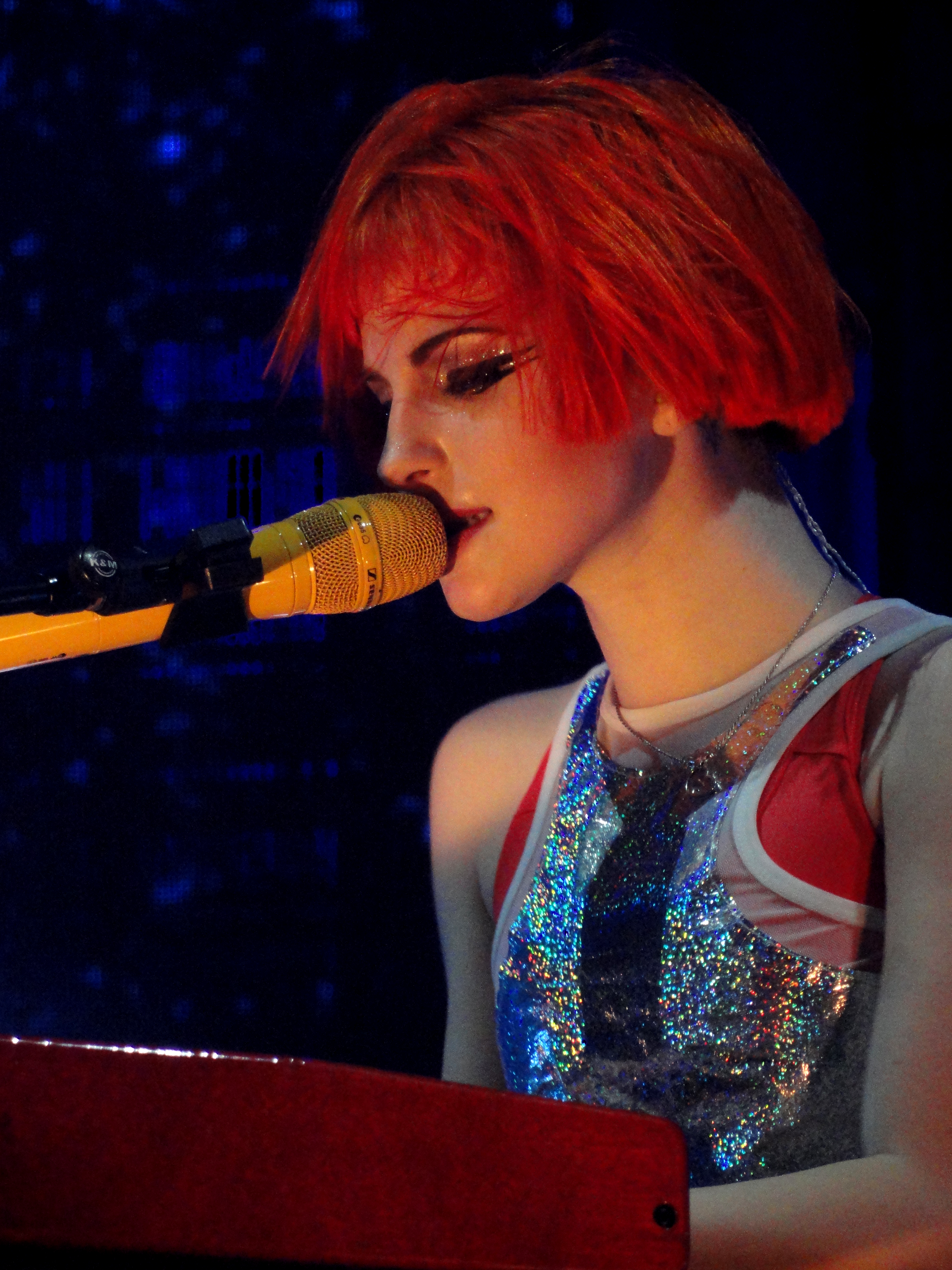
Hayley Williams a Seattle il 15 ottobre 2013

| Data             | Città           | Stato       | Località                        |
| ---------------- | --------------- | ----------- | ------------------------------- |
| Nord America     |                 |             |                                 |
| 15 ottobre 2013  | Seattle         | Stati Uniti | KeyArena                        |
| 16 ottobre 2013  | Vancouver       | Canada      | PNE Forum                       |
| 18 ottobre 2013  | San Jose        | Stati Uniti | HP Pavilion                     |
| 19 ottobre 2013  | Anaheim         | Stati Uniti | Honda Center                    |
| 22 ottobre 2013  | Fresno          | Stati Uniti | Save Mart Center                |
| 23 ottobre 2013  | San Diego       | Stati Uniti | Viejas Arena                    |
| 26 ottobre 2013  | Dallas          | Stati Uniti | Verizon Theatre                 |
| 27 ottobre 2013  | Houston         | Stati Uniti | Cynthia Woods Mitchell Pavilion |
| 29 ottobre 2013  | Kansas City     | Stati Uniti | Independence Events Center      |
| 30 ottobre 2013  | St. Louis       | Stati Uniti | Fabulous Fox Theater            |
| 1º novembre 2013 | Austin          | Stati Uniti | Austin360 Amphitheater          |
| 4 novembre 2013  | Fort Lauderdale | Stati Uniti | BB&T Center                     |
| 5 novembre 2013  | Orlando         | Stati Uniti | UCF Convocation Center          |
| 8 novembre 2013  | Filadelfia      | Stati Uniti | Susquehanna Bank Center         |
| 9 novembre 2013  | Fairfax         | Stati Uniti | Patriot Center                  |
| 11 novembre 2013 | Bethlehem       | Stati Uniti | Sands Bethlehem Event Center    |
| 13 novembre 2013 | New York        | Stati Uniti | Madison Square Garden           |
| 15 novembre 2013 | Boston          | Stati Uniti | DCU Center                      |
| 17 novembre 2013 | Uncasville      | Stati Uniti | Mohegan Sun Arena               |
| 18 novembre 2013 | Montréal        | Canada      | Bell Centre                     |
| 20 novembre 2013 | Toronto         | Canada      | Air Canada Centre               |
| 21 novembre 2013 | Detroit         | Stati Uniti | The Palace of Auburn Hills      |
| 23 novembre 2013 | Minneapolis     | Stati Uniti | Roy Wilkins Auditorium          |
| 24 novembre 2013 | Chicago         | Stati Uniti | UIC Pavilion                    |
| 26 novembre 2013 | Nashville       | Stati Uniti | Bridgestone Arena               |
| 27 novembre 2013 | Atlanta         | Stati Uniti | The Arena at Gwinnett Center    |

### Australian/New Zealand Tour

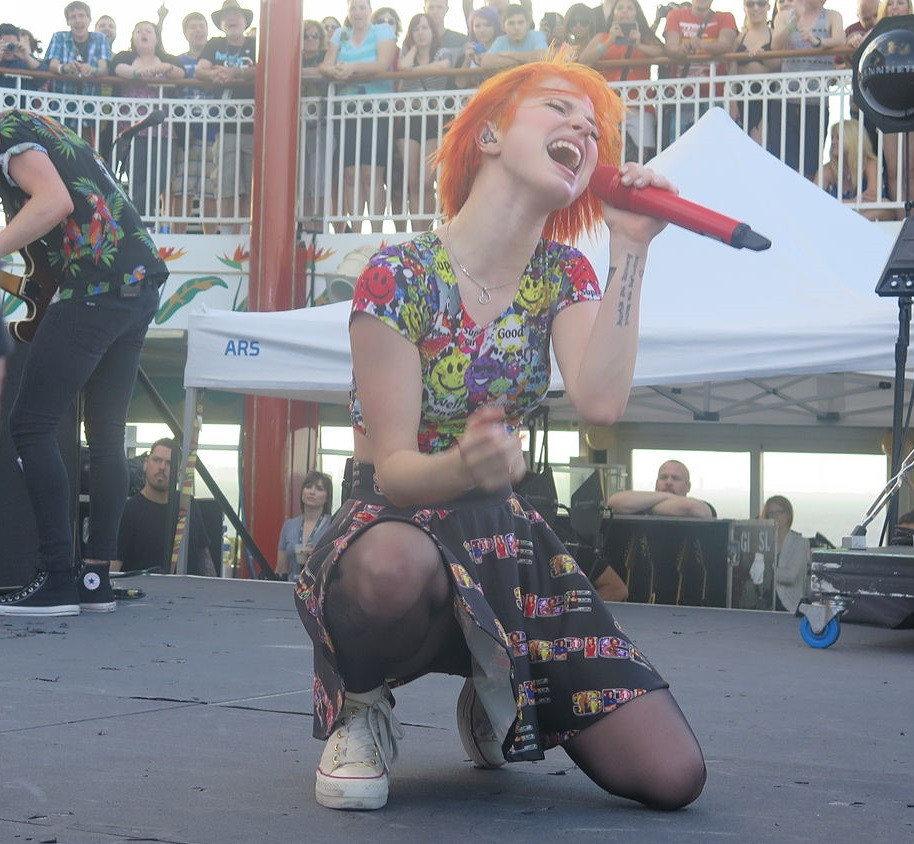
Hayley Williams il 7 marzo 2014 durante uno dei due concerti tenuti dai Paramore per la Parahoy!

| Data            | Città     | Stato         | Località                      |
| --------------- | --------- | ------------- | ----------------------------- |
| Oceania         |           |               |                               |
| 9 gennaio 2014  | Brisbane  | Australia     | Brisbane Entertainment Centre |
| 11 gennaio 2014 | Sydney    | Australia     | Allphones Arena               |
| 12 gennaio 2014 | Melbourne | Australia     | Myer Music Bowl               |
| 14 gennaio 2014 | Adelaide  | Australia     | Adelaide Entertainment Centre |
| 16 gennaio 2014 | Perth     | Australia     | Perth Arena                   |
| 19 gennaio 2014 | Auckland  | Nuova Zelanda | Vector Arena                  |

### Parahoy!
| Data         | Partenza-arrivo         | Località        | Nave            |
| ------------ | ----------------------- | --------------- | --------------- |
| Nord America |                         |                 |                 |
| 7 marzo 2014 | Miami-Great Stirrup Cay | Mar dei Caraibi | Norwegian Pearl |
| 9 marzo 2014 | Miami-Great Stirrup Cay | Mar dei Caraibi | Norwegian Pearl |

### Reading and Leeds Festivals
| Data           | Città   | Stato       | Località                              |
| -------------- | ------- | ----------- | ------------------------------------- |
| Europa         |         |             |                                       |
| 22 agosto 2014 | Reading | Regno Unito | Little John's Farm (Reading Festival) |
| 23 agosto 2014 | Leeds   | Regno Unito | Bramham Park (Leeds Festival)         |

### Writing the Future
| Data           | Città         | Stato       | Località                            |
| -------------- | ------------- | ----------- | ----------------------------------- |
| Nord America   |               |             |                                     |
| 27 aprile 2015 | Augusta       | Stati Uniti | Bell Auditorium                     |
| 28 aprile 2015 | Clearwater    | Stati Uniti | Ruth Eckerd Hall                    |
| 3 maggio 2015  | Rosemont      | Stati Uniti | Rosemont Theatre                    |
| 5 maggio 2015  | Boston        | Stati Uniti | Citi Wang Theatre                   |
| 6 maggio 2015  | New York      | Stati Uniti | Beacon Theatre                      |
| 8 maggio 2015  | Atlantic City | Stati Uniti | The Borgata                         |
| 9 maggio 2015  | Uncasville    | Stati Uniti | Mohegan Sun Arena                   |
| 11 maggio 2015 | Baltimora     | Stati Uniti | Meyerhoff Theatre                   |
| 12 maggio 2015 | Louisville    | Stati Uniti | Palace Theatre                      |
| 14 maggio 2015 | New Orleans   | Stati Uniti | Saenger Theatre                     |
| 15 maggio 2015 | Gulf Shores   | Stati Uniti | 101 E Beach Blvd (Hangout Festival) |
| 16 maggio 2015 | Gulf Shores   | Stati Uniti | 101 E Beach Blvd (Hangout Festival) |
| 17 maggio 2015 | Nashville     | Stati Uniti | Grand Ole Opry House                |
| 19 maggio 2015 | Dallas        | Stati Uniti | Verizon Theatre                     |
| 20 maggio 2015 | El Paso       | Stati Uniti | Abraham Chavez Theatre              |
| 22 maggio 2015 | San Diego     | Stati Uniti | SDSU Open Air Theatre               |
| 23 maggio 2015 | Los Angeles   | Stati Uniti | Dolby Theatre                       |
| 25 maggio 2015 | Portland      | Stati Uniti | Arlene Schnitzer Concert Hall       |

## Scalette

### Da febbraio ad aprile 2013
1. Now
2. That's What You Get
3. Born for This
4. For a Pessimist, I'm Pretty Optimistic
5. Decode
6. Renegade
7. Pressure
8. Careful
9. In the Mourning
10. The Only Exception
11. Let the Flames Begin
12. Fences
13. Looking Up
14. Ignorance
15. Monster
16. Brick by Boring Brick
17. Matilda (cover degli Alt-J)

Encore
1. Hello Cold World
2. Misery Business

### Da aprile 2013 ad agosto 2013
1. Interlude: Moving On
2. Misery Business
3. For a Pessimist, I'm Pretty Optimistic
4. Decode
5. Now
6. Renegade
7. Pressure
8. Ain't It Fun
9. The Only Exception
10. Let the Flames Begin
11. Fast in My Car
12. Ignorance
13. Looking Up
14. Whoa
15. Anklebiters
16. That's What You Get
17. Still into You

Encore
1. Proof
2. Brick by Boring Brick

### Da settembre 2013 a gennaio 2014
1. Grow Up
2. Fast in My Car
3. That's What You Get
4. Decode
5. Ignorance
6. Interlude: I'm Not Angry Anymore
7. Now
8. Daydreaming
9. When It Rains
10. Last Hope
11. Brick by Boring Brick
12. Interlude: Holiday
13. Crushcrushcrush
14. Ain't It Fun
15. The Only Exception
16. In the Mourning
17. Pressure
18. Misery Business

Encore
1. Part II
2. Interlude: Moving On
3. Still into You

### Marzo 2014 (durante laParahoy!)
9 marzo 2014
1. For a Pessimist, I'm Pretty Optimistic
2. Emergency
3. I Caught Myself
4. That's What You Get
5. Fast in My Car
6. Ignorance
7. Now
8. When It Rains
9. The Only Exception
10. In the Mourning
11. Daydreaming
12. Brick by Boring Brick
13. Ain't It Fun
14. Pressure
15. Escape Route
16. Misery Business

11 marzo 2014
1. (One of Those) Crazy Girls
2. Grow Up
3. Never Let This Go
4. Playing God
5. Decode
6. Crushcrushcrush
7. Miracle
8. Turn It Off
9. Franklin (versione acustica)
10. Misguided Ghosts
11. Interlude: I'm Not Angry Anymore
12. Interlude: Moving On
13. Interlude: Holiday
14. Proof
15. Last Hope
16. Conspiracy
17. Hello Cold World
18. Still into You
19. Let the Flames Begin
20. Part II

### Da giugno ad agosto 2014
1. Still into You
2. That's What You Get
3. For a Pessimist, I'm Pretty Optimistic
4. Ignorance
5. Pressure
6. Decode
7. The Only Exception
8. Last Hope
9. Emergency / Feeling Sorry / Born for This / Brick by Boring Brick / Fast in My Car

(una diversa suonata durante ogni data)
1. Misery Business
2. Let the Flames Begin
3. Part II
4. Proof

Encore
1. Ain't It Fun

### Da aprile a maggio 2015
1. Daydreaming
2. Proof
3. That's What You Get
4. Be Alone
5. Playing God
6. Never Let This Go
7. Decode
8. Part II
9. Hate to See Your Heart Break
10. Misguided Ghosts
11. The Only Exception (versione acustica)
12. Franklin (versione acustica)
13. Still into You
14. (One of Those) Crazy Girls
15. I Caught Myself
16. Miracle
17. Careful
18. Tell Me It's Okay
19. Misery Business
20. Ain't It Fun

Encore
1. Future